# Барский ручей
Барский ручей — река в Наро-Фоминском районе Московской области России и городе Москве, левый приток реки Кременки.
Исток расположен восточнее деревни Зинаевки. Впадает в реку Кременку около деревни Дятлово. Длина — около 8 километров. Берега покрыты лесом, дно местами каменистое. По берегам в нескольких местах проистекают родники.
Ниже деревни Новоселки перекрыт плотиной. Образовавшийся пруд длиной 750 м и шириной до 120 м зарыблен (карась, карп, белый амур, линь, щука, сом канальный и речной, форель, сиг, осётр). Организована платная спортивная рыбалка.